# 江田神社 (四日市市)

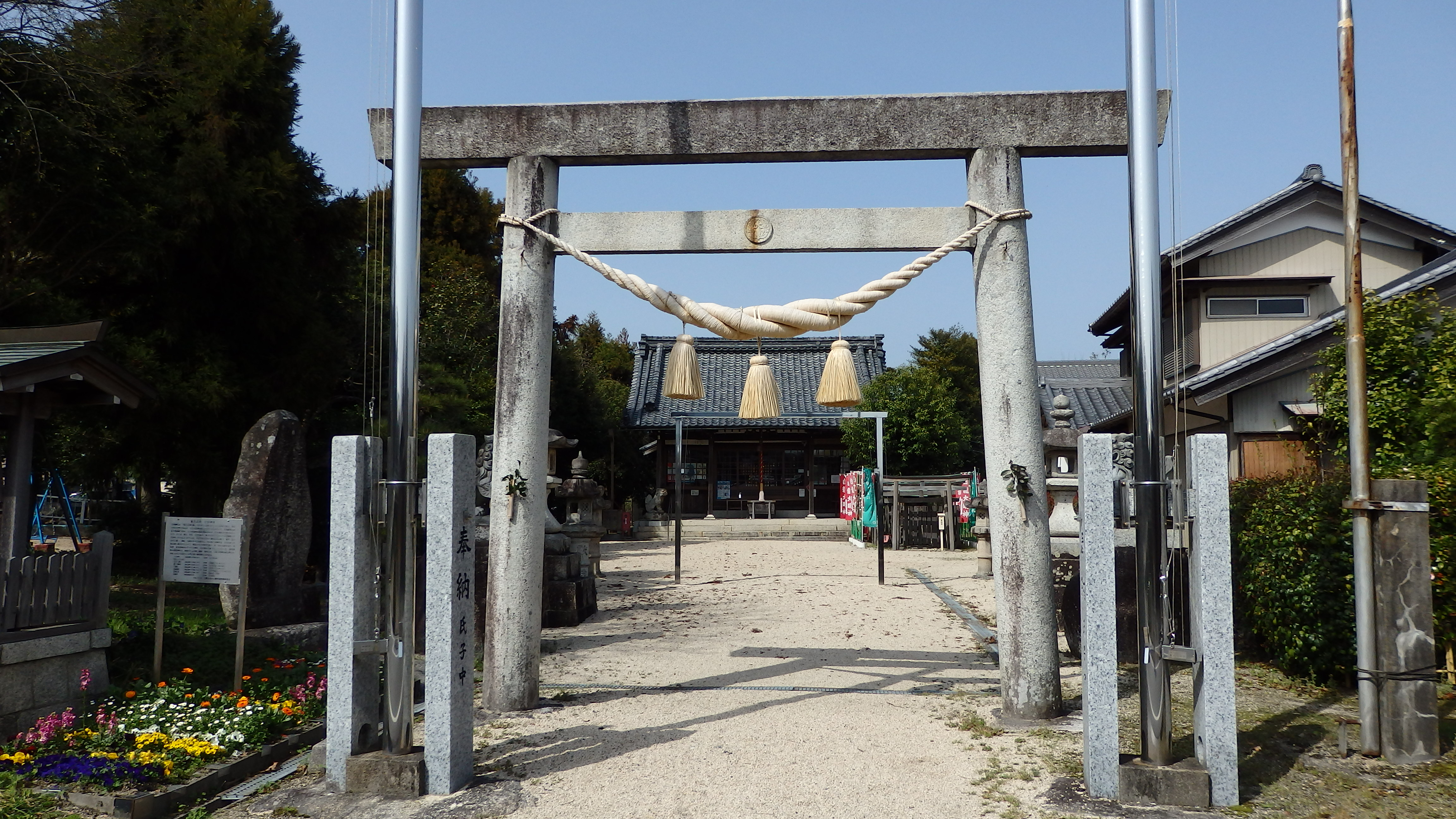

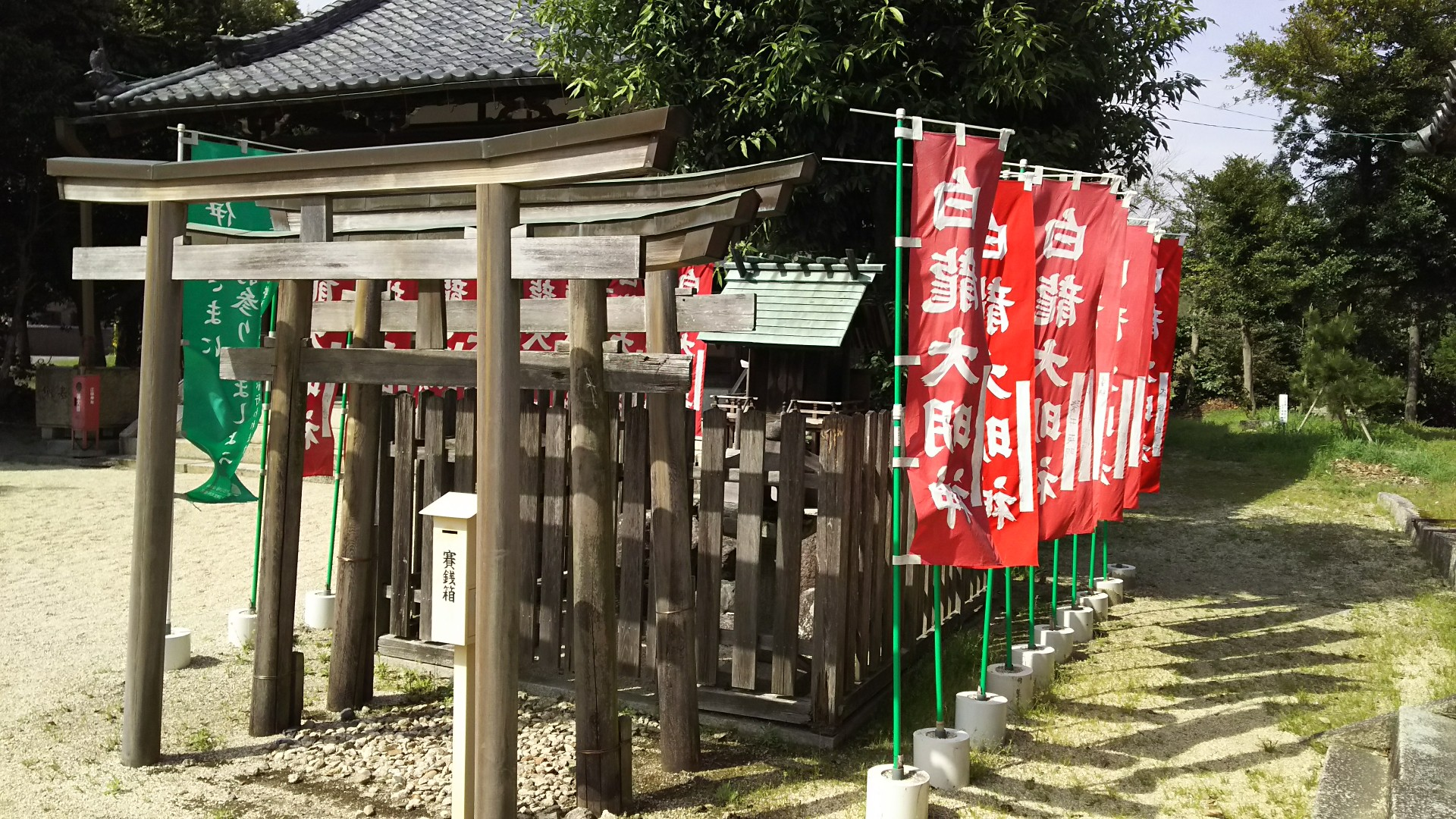

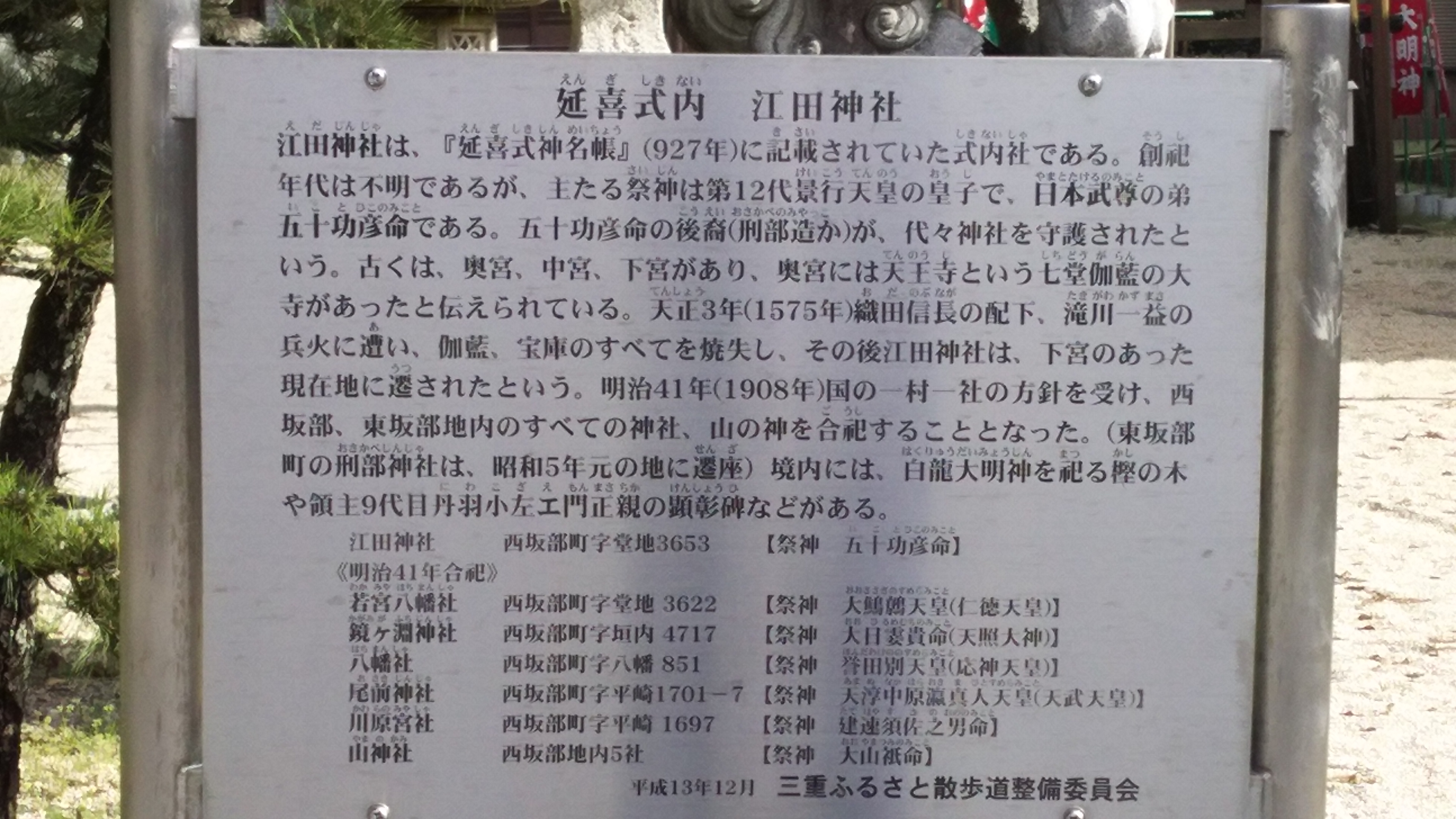

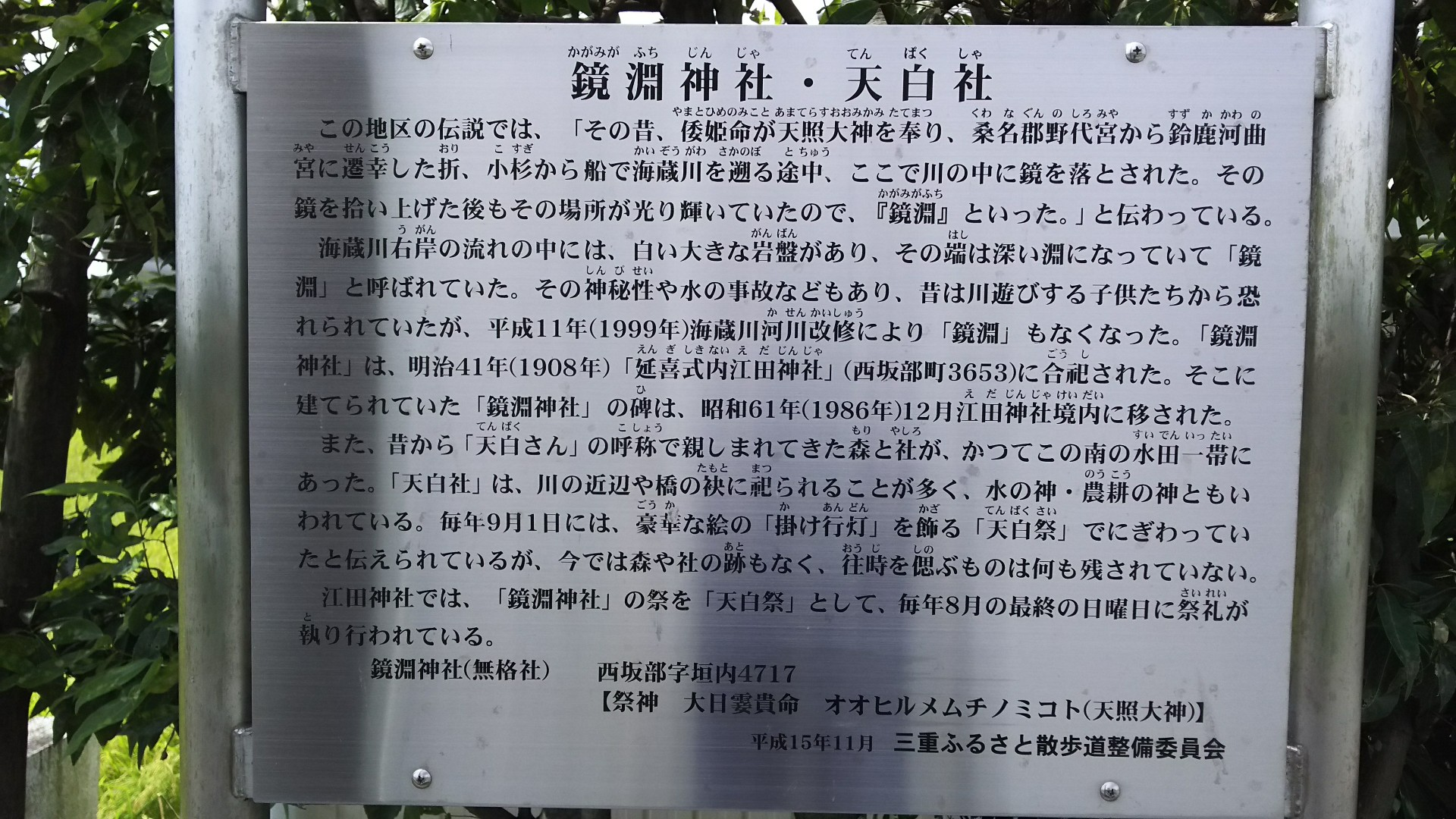

江田神社(えだじんじゃ)は、三重県四日市市西坂部町にある神社で、『延喜式神名帳』(927年)に記載されていた延喜式内社である。

## 解説
創祀年代は不明であるが、主たる祭神は第12代景行天皇の皇子で、日本武尊の弟五十功彦命（いことひこのみこと）である。
五十功彦命の後裔（刑部造）が代々神社を守護したとされる。
古くは、奥宮、中宮、下宮があり、奥宮には天王寺という七堂伽藍の大寺があったと伝えられている。
天正3年(1575年)織田信長配下の滝川一益の兵火に遭い、伽藍、宝庫のすべてを焼失した。その後、江田神社は、下宮のあった現在地に移されたとされる。
明治41年(1908年)に国の一村一社の方針を受け、多数の神社が合祀された。境内には、江田神社の末社白龍社に白龍大明神が祀られている。

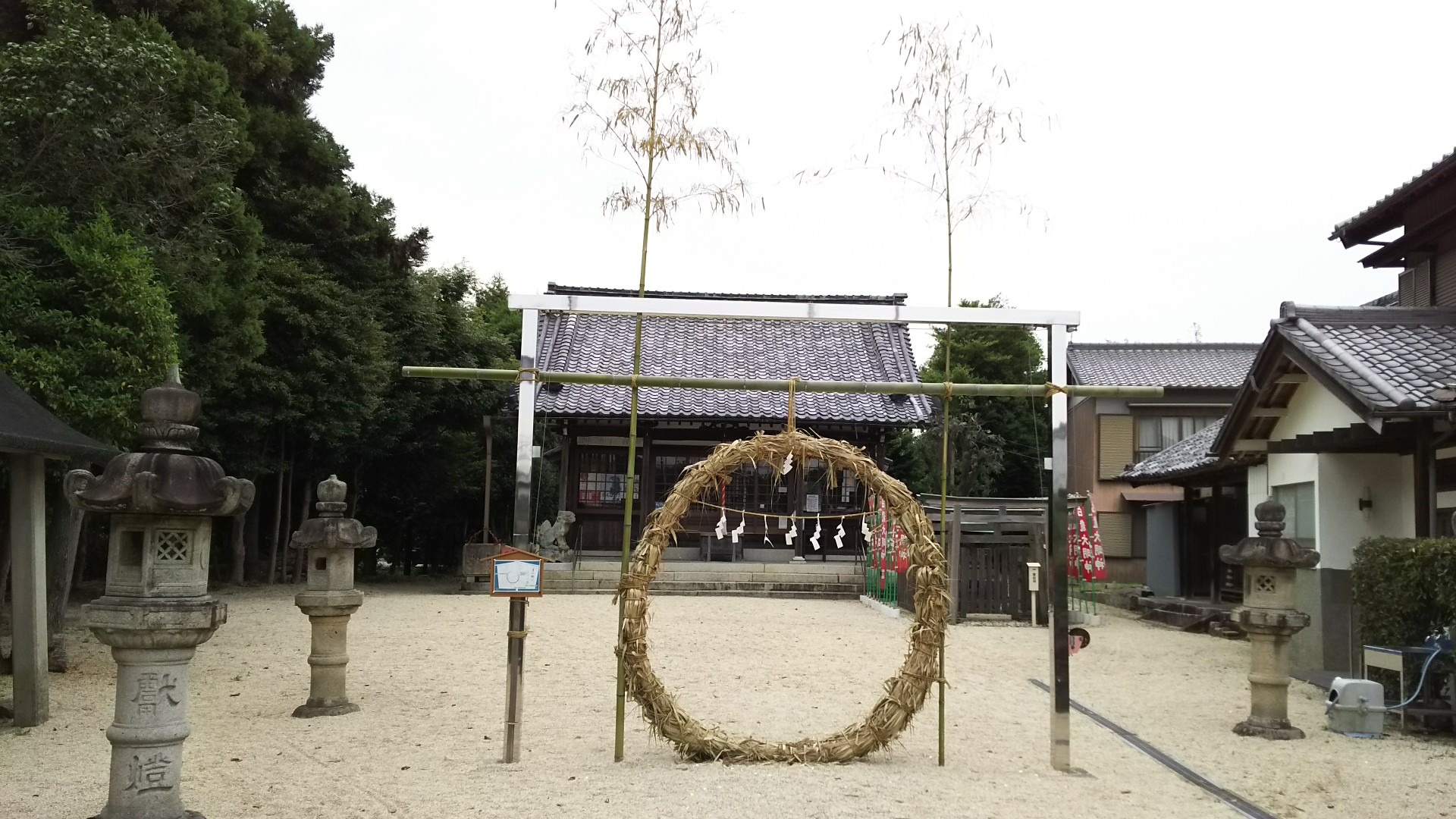
夏越大祓い茅の輪

主な行事
１月：歳旦祭、左儀長
２月：祈年祭
４月：白龍神社例祭
６月：夏越大祓
８月：御霊祭、天白祭
10月：例大祭
11月：新嘗祭
12月：大祓、厄払い